# Södertäljenätverket
Södertäljenätverket eller Södertäljemaffian är ett syrianskt kriminellt nätverk, enligt vissa vittnesuppgifter bestående av 75–100 personer, med säte i Södertälje.
Klanen har varit framgångsrik i att knyta till sig personer på viktiga positioner i Södertälje kommun vilket underlättat beviljandet av skattebidrag. Man använder spelklubbar och en syrisk-ortodox kyrka för att knyta kontakter. En ordförande inom församlingen Sankt Afrem har sedan lång tid kopplingar till nätverket vilket har möjliggjort illegal låneverksamhet och penningtvätt. Kyrkans styrelse förnekar kopplingarna. Nätverket utförde ett sprängdåd mot kyrkans festlokal i oktober 2019.

## Rättegången 2011
I november 2011 inleddes en omfattande rättegång mot 17 män i nätverket i Södertälje tingsrätt. I åtalet ingick tre mord, bland annat mordet på fotbollsspelaren Eddie Moussa och familjefadern Jaacoub Moussa, människorov och utpressning. Enligt åtalet skulle nätverket ha haft som mål att ta över narkotikahandeln i Södertälje, och att eliminera konkurrenter, såsom Bandidos.[källa behövs]
Rättegången pågick över ett halvår med totalt 62 arbetsdagar. Polisutredningen och rättegången blev en av de då största i Sverige och kostade närmare 200 miljoner kronor, varav cirka 70 miljoner i advokatkostnader och 24 miljoner för häktningskostnader. Rättegången fick sedan göras om efter att en nämndeman funnits vara jävig då han varit ordinarie ledamot i polisnämnden i Södertälje under den tid som målet pågick.
Huvudmannen dömdes till livstid för mord och totalt dömdes 16 personer till fängelse mellan ett år och sex månader och livstid. Två personer fick sluten ungdomsvård.